# Movimento dei paesi non allineati
Il Movimento dei Paesi non allineati (o, più brevemente, Movimento dei non allineati) è un gruppo di 120 Stati, più altri 17 Stati osservatori, che si considerano non allineati con, o contro, le principali potenze mondiali. Rappresenta oltre due terzi di tutti gli Stati del mondo e dal 2024 il suo segretario generale è Yoweri Museveni, presidente dell'Uganda.
Il movimento nacque durante la guerra fredda per riunire i paesi che decidevano di non aderire né al blocco occidentale rappresentato dagli Stati Uniti e la NATO né al blocco orientale rappresentato dall’Unione Sovietica e dal Patto di Varsavia. Fu fondato su iniziativa della RSF Jugoslavia di Josip Broz Tito, l’Egitto di Nasser e l’India di Nehru e si rivolgeva principalmente ai paesi del cosiddetto Terzo mondo, da poco indipendenti in seguito alla decolonizzazione e in cerca di alleanze e sviluppo.
Pur senza mai assumere un ruolo determinante al pari dei due blocchi, il Movimento dei Non Allineati si pose come promotore di importanti battaglie politiche come la riduzione della corsa agli armamenti nucleari, la decolonizzazione, lo sviluppo del Terzo mondo e la lotta contro le discriminazioni. Anche dopo la fine della guerra fredda nel 1991 il Movimento ha continuato ad esistere occupandosi principalmente del sostegno ai Paesi in via di sviluppo.

## Storia
La rottura dei rapporti tra Tito e Stalin nel 1948 aveva lasciato la Jugoslavia in una peculiare ed unica situazione geopolitica, ovvero un Paese socialista che intendeva conservare la propria autonomia rispetto all’URSS. I timori di una possibile invasione sovietica indussero Tito prima a sollecitare supporto per lo più finanziario dagli Stati Uniti, ma la volontà di rimanere indipendente anche dal blocco occidentale lo spinse a cercare nuovi interlocutori al difuori dell’Europa. L’acuirsi delle tensioni in seguito alla guerra di Corea rese ancora più evidente la necessità di uscire dall’isolamento e cercare nuove alleanze che avrebbero garantito maggiormente la neutralità e sicurezza dello stato balcanico. In sede ONU la diplomazia jugoslava cominciò a stringere relazioni privilegiate con alcuni paesi del cosiddetto Terzo Mondo, in particolare l’India ed Egitto, che condividevano la linea politica di un terzo blocco indipendente dalla logica bipolare. 

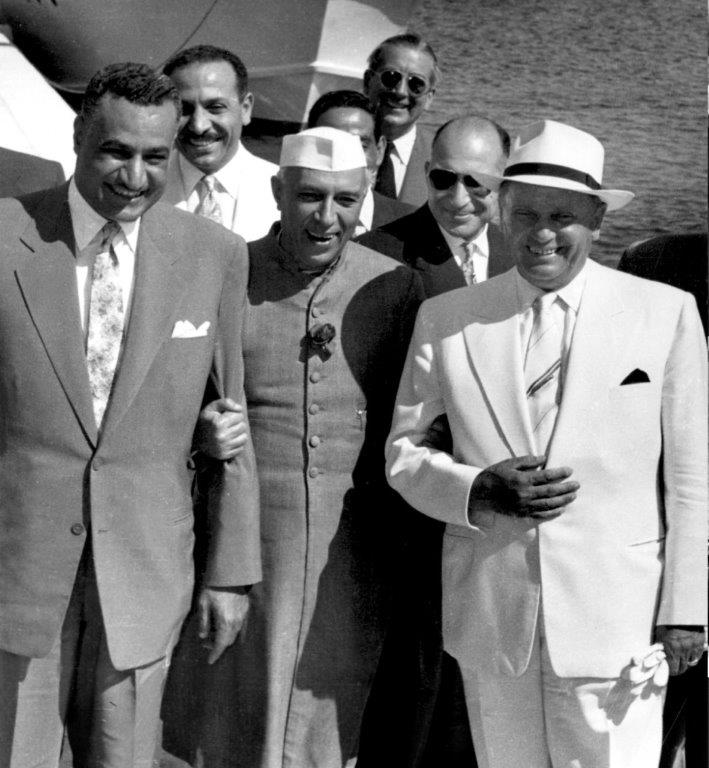
I tre principali promotori del Movimento: Gamal Abdel Nasser, Jawaharlal Nehru e Josip Broz Tito durante il summit delle Brioni, 19 luglio 1956.

Il termine non-allineati venne usato per la prima volta in sede ONU dalle delegazioni jugoslava e indiana. Il Movimento iniziò a prendere forma nel 1955 con la conferenza di Bandung, in Indonesia, ospitata dal presidente Sukarno su iniziativa di Josip Broz Tito, Jawaharlal Nehru e Gamal Abd el-Nasser. Con il summit delle Isole Brioni nel luglio 1956 si decise la linea politica del futuro movimento come forza non passiva alla logica bipolare ma in contrasto attivo, cercando di promuovere il dialogo e la cooperazione.
Il primo vertice si tenne a Belgrado dal 1º al 6 settembre 1961, con la partecipazione di 24 membri (25 con la Jugoslavia) che dichiararono la loro opposizione a colonialismo, imperialismo e neocolonialismo. Il vertice successivo si tenne al Cairo nel 1964, tra 46 nazioni, molte delle quali erano Stati africani che avevano appena raggiunto l'indipendenza; tra gli argomenti principali di discussione ci fu il conflitto arabo-israeliano. Il vertice del 1969 a Lusaka fu uno dei più importanti, con la realizzazione di una struttura permanente su temi economici e politici.
Il movimento dei paesi non allineati perse progressivamente peso ed importanza a partire dalla fine degli anni 1960, principalmente con il venir meno dei suoi principali leader e promotori come Nasser, Neheru e il maresciallo Tito. Il movimento continuò ad attirare sempre più paesi usciti dalla colonizzazione, ma con il passare degli anni essi vi vedevano sempre di più un’unione che garantisse sostegno economico per lo sviluppo, andando così a dare meno importanza alla promozione di ideali di pace e mediazione tra i due blocchi, ovvero proprio per quei principi per cui era stato creato. Diventava spesso difficile per molti paesi mantenere una posizione di pura neutralità a causa dei diversi interessi, spesso contrastanti tra di loro, che li spingeva a stringere alleanze con l’uno o con l’altro blocco. 
Con la fine della guerra fredda, il movimento ha dovuto cambiare le proprie prospettive e si è fatto portavoce soprattutto dei bisogni dei Paesi in via di sviluppo.

## Membri[9][10]
| Paese                                    | Adesione | Note                                                                                           |
| ---------------------------------------- | -------- | ---------------------------------------------------------------------------------------------- |
| Afghanistan                              | 1961     |                                                                                                |
| Algeria                                  | 1961     |                                                                                                |
| Angola                                   | 1964     |                                                                                                |
| Antigua e Barbuda                        | 2006     |                                                                                                |
| Arabia Saudita                           | 1961     |                                                                                                |
| Azerbaigian                              | 2011     |                                                                                                |
| Bahamas                                  | 1983     |                                                                                                |
| Bahrein                                  | 1973     |                                                                                                |
| Bangladesh                               | 1973     | In precedenza parte del Pakistan.                                                              |
| Barbados                                 | 1983     |                                                                                                |
| Belize                                   | 1976     |                                                                                                |
| Benin                                    | 1964     |                                                                                                |
| Bhutan                                   | 1973     |                                                                                                |
| Bielorussia                              | 1998     |                                                                                                |
| Birmania                                 | 1961     |                                                                                                |
| Bolivia                                  | 1979     |                                                                                                |
| Botswana                                 | 1970     |                                                                                                |
| Brunei                                   | 1993     |                                                                                                |
| Cambogia                                 | 1961     |                                                                                                |
| Capo Verde                               | 1976     |                                                                                                |
| Ciad                                     | 1964     |                                                                                                |
| Cile                                     | 1973     |                                                                                                |
| Colombia                                 | 1983     |                                                                                                |
| Comore                                   | 1976     |                                                                                                |
| Costa d'Avorio                           | 1973     |                                                                                                |
| Cuba                                     | 1961     |                                                                                                |
| Dominica                                 | 2006     |                                                                                                |
| Ecuador                                  | 1983     |                                                                                                |
| Emirati Arabi Uniti                      | 1970     |                                                                                                |
| Egitto                                   | 1961     |                                                                                                |
| Eritrea                                  | 1995     | In precedenza parte dell'Etiopia.                                                              |
| Etiopia                                  | 1961     |                                                                                                |
| Figi                                     | 2011     |                                                                                                |
| Filippine                                | 1993     |                                                                                                |
| Gabon                                    | 1970     |                                                                                                |
| Gambia                                   | 1973     |                                                                                                |
| Ghana                                    | 1961     |                                                                                                |
| Gibuti                                   | 1983     |                                                                                                |
| Giamaica                                 | 1970     |                                                                                                |
| Giordania                                | 1964     |                                                                                                |
| Grenada                                  | 1979     |                                                                                                |
| Guatemala                                | 1993     |                                                                                                |
| Guinea                                   | 1961     |                                                                                                |
| Guinea-Bissau                            | 1976     |                                                                                                |
| Guinea Equatoriale                       | 1970     |                                                                                                |
| Guyana                                   | 1970     |                                                                                                |
| Haiti                                    | 2006     |                                                                                                |
| Honduras                                 | 1995     |                                                                                                |
| India                                    | 1961     |                                                                                                |
| Indonesia                                | 1961     |                                                                                                |
| Iran                                     | 1979     |                                                                                                |
| Iraq                                     | 1961     |                                                                                                |
| Kenya                                    | 1964     |                                                                                                |
| Kuwait                                   | 1964     |                                                                                                |
| Laos                                     | 1964     |                                                                                                |
| Lesotho                                  | 1970     |                                                                                                |
| Libano                                   | 1961     |                                                                                                |
| Liberia                                  | 1964     |                                                                                                |
| Libia                                    | 1964     |                                                                                                |
| Madagascar                               | 1973     |                                                                                                |
| Malawi                                   | 1964     |                                                                                                |
| Maldive                                  | 1976     |                                                                                                |
| Malaysia                                 | 1970     |                                                                                                |
| Mali                                     | 1961     |                                                                                                |
| Marocco                                  | 1961     |                                                                                                |
| Mauritania                               | 1964     |                                                                                                |
| Mauritius                                | 1973     |                                                                                                |
| Mongolia                                 | 1993     |                                                                                                |
| Mozambico                                | 1976     |                                                                                                |
| Namibia                                  | 1979     | Rappresentata dalla SWAPO fino al 21 marzo 1990.                                               |
| Nepal                                    | 1961     |                                                                                                |
| Nicaragua                                | 1979     |                                                                                                |
| Niger                                    | 1973     |                                                                                                |
| Nigeria                                  | 1964     |                                                                                                |
| Oman                                     | 1973     |                                                                                                |
| Pakistan                                 | 1979     |                                                                                                |
| Palestina                                | 1976     |                                                                                                |
| Panama                                   | 1976     |                                                                                                |
| Papua Nuova Guinea                       | 1993     |                                                                                                |
| Perù                                     | 1973     |                                                                                                |
| Qatar                                    | 1973     |                                                                                                |
| Rep. Centrafricana                       | 1964     |                                                                                                |
| Repubblica del Congo                     | 1961     |                                                                                                |
| RD del Congo                             | 1961     |                                                                                                |
| Rep. Dominicana                          | 2000     |                                                                                                |
| Repubblica Popolare Democratica di Corea | 1976     |                                                                                                |
| Ruanda                                   | 1970     |                                                                                                |
| Saint Kitts e Nevis                      | 2006     |                                                                                                |
| Saint Lucia                              | 1983     |                                                                                                |
| São Tomé e Príncipe                      | 2003     |                                                                                                |
| Senegal                                  | 1964     |                                                                                                |
| Seychelles                               | 1976     |                                                                                                |
| Sierra Leone                             | 1964     |                                                                                                |
| Singapore                                | 1970     |                                                                                                |
| Siria                                    | 1964     |                                                                                                |
| Somalia                                  | 1961     |                                                                                                |
| Sri Lanka                                | 1961     |                                                                                                |
| Sudafrica                                | 1994     |                                                                                                |
| Sudan                                    | 1961     |                                                                                                |
| Suriname                                 | 1983     |                                                                                                |
| eSwatini                                 | 1970     |                                                                                                |
| Thailandia                               | 1993     |                                                                                                |
| Tanzania                                 | 1964     |                                                                                                |
| Timor Est                                | 2003     | Sotto amministrazione indonesiana dal 1975 al 1999.                                            |
| Togo                                     | 1964     |                                                                                                |
| Trinidad e Tobago                        | 1970     |                                                                                                |
| Tunisia                                  | 1961     |                                                                                                |
| Turkmenistan                             | 1995     |                                                                                                |
| Uganda                                   | 1964     |                                                                                                |
| Uzbekistan                               | 1993     |                                                                                                |
| Vanuatu                                  | 1983     |                                                                                                |
| Venezuela                                | 1989     |                                                                                                |
| Vietnam                                  | 1976     | Il Vietnam del Sud, rappresentato dal Fronte di Liberazione Nazionale, aveva aderito nel 1973. |
| Yemen                                    | 1961     | Yemen del Nord fino al 22 maggio 1990. Lo Yemen del Sud aderì separatamente nel 1970.          |
| Zambia                                   | 1964     |                                                                                                |
| Zimbabwe                                 | 1979     |                                                                                                |

### Ex membri
- Argentina (1973-1991)
- Cipro (1961-2004), membro fondatore, uscì dal Movimento con l'adesione all'Unione europea.
- Jugoslavia (1961-1992), membro fondatore e leader del Movimento nei suoi primi anni, sospeso il 30 ottobre 1992 in seguito all'effettiva dissoluzione del paese.
- Malta (1973-2004), uscì dal Movimento con l'adesione all'Unione europea.

### Osservatori
I paesi e le organizzazioni seguenti hanno lo status di osservatori:

#### Paesi
1. Argentina
2. Armenia
3. Bosnia ed Erzegovina
4. Brasile
5. Cina
6. Costa Rica
7. Croazia
8. El Salvador
9. Kazakistan
10. Kirghizistan
11. Messico
12. Montenegro
13. Paraguay
14. Russia[11]
15. Serbia
16. Sudan del Sud
17. Tagikistan
18. Ucraina
19. Uruguay

#### Organizzazioni
1. Unione africana
2. Organizzazione di solidarietà popolare afro-asiatica (Afro-Asian People's Solidarity Organisation)
3. Lega araba
4. Segretariato del Commonwealth
5. Movimento Indipendentista Nazionale Hostosiano (sp. Movimiento Independentista Nacional Hostosiano, ingl. Hostosian National Independence Movement)
6. Fronte di Liberazione Nazionale Canaco (Kanak and Socialist National Liberation Front)
7. Organizzazione della cooperazione islamica
8. Centro Sud (South Centre)
9. Nazioni Unite
10. Consiglio mondiale per la pace
11. Istituto Internazionale per gli Studi Non Allineati (International Institute for Non-Aligned Studies)

### Ospiti
Non c'è stato un ospite permanente, ma spesso diversi paesi terzi sono rappresentati come ospiti in occasione di conferenze. Inoltre, un gran numero di organizzazioni, sia all'interno del sistema delle Nazioni Unite e da fuori, sono sempre invitati come ospiti.

## Presidenza
La presidenza del NAM cambia ogni tre anni. Attualmente è l'Uganda a detenere la presidenza del Movimento dei paesi non allineati.

## Vertici
| No. | Città ospitante/Paese                               | Città ospitante/Paese | Data                 |
| --- | --------------------------------------------------- | --------------------- | -------------------- |
| 1º  | Belgrado                                            | Jugoslavia            | 1-6 settembre 1961   |
| 2º  | Il Cairo                                            | Rep. Araba Unita      | 5-10 ottobre 1964    |
| 3º  | Lusaka                                              | Zambia                | 8-10 settembre 1970  |
| 4º  | Algeri                                              | Algeria               | 5-9 settembre 1973   |
| 5º  | Colombo                                             | Sri Lanka             | 16-19 agosto 1976    |
| 6º  | L'Avana                                             | Cuba                  | 3-9 settembre 1979   |
| 7º  | Nuova Delhi (originariamente programmato a Baghdad) | India                 | 7-12 marzo 1983      |
| 8º  | Harare                                              | Zimbabwe              | 1-6 settembre 1986   |
| 9º  | Belgrado                                            | Jugoslavia            | 4-7 settembre 1989   |
| 10º | Giacarta                                            | Indonesia             | 1-6 settembre 1992   |
| 11º | Cartagena de Indias                                 | Colombia              | 18-20 ottobre 1995   |
| 12º | Durban                                              | Sudafrica             | 2-3 settembre 1998   |
| 13º | Kuala Lumpur                                        | Malaysia              | 20-25 febbraio 2003  |
| 14º | L'Avana                                             | Cuba                  | 15-16 settembre 2006 |
| 15º | Sharm el-Sheikh                                     | Egitto                | 11-16 luglio 2009    |
| 16º | Teheran                                             | Iran                  | 26-31 agosto 2012    |
| 17º | Margarita                                           | Venezuela             | 13-18 settembre 2016 |
| 18° | Baku                                                | Azerbaigian           | 25-26 ottobre 2019   |
| 19° | Kampala                                             | Uganda                | 15-20 gennaio 2024   |

## Segretari generali
| Segretari generali del movimento dei non allineati | Segretari generali del movimento dei non allineati | Segretari generali del movimento dei non allineati | Segretari generali del movimento dei non allineati |
| Nome                                               | Paese                                              | Inizio mandato                                     | Fine mandato                                       |
| -------------------------------------------------- | -------------------------------------------------- | -------------------------------------------------- | -------------------------------------------------- |
| Josip Broz Tito                                    | Jugoslavia                                         | 1961                                               | 1964                                               |
| Gamal Abd el-Nasser                                | Rep. Araba Unita                                   | 1964                                               | 1970                                               |
| Kenneth Kaunda                                     | Zambia                                             | 1970                                               | 1973                                               |
| Houari Boumedienne                                 | Algeria                                            | 1973                                               | 1976                                               |
| William Gopllawa                                   | Sri Lanka                                          | 1976                                               | 1978                                               |
| Junius Richard Jayawardene                         | Sri Lanka                                          | 1978                                               | 1979                                               |
| Fidel Castro                                       | Cuba                                               | 1979                                               | 1983                                               |
| Neelam Sanjiva Reddy                               | India                                              | 1983                                               | 1983                                               |
| Giani Zail Singh                                   | India                                              | 1983                                               | 1986                                               |
| Robert Mugabe                                      | Zimbabwe                                           | 1986                                               | 1989                                               |
| Janez Drnovšek                                     | Jugoslavia                                         | 1989                                               | 1990                                               |
| Stjepan Mesić                                      | Jugoslavia                                         | 1991                                               | 1991                                               |
| Branko Kostić                                      | Jugoslavia                                         | 1991                                               | 1992                                               |
| Dobrica Ćosić                                      | Jugoslavia                                         | 1992                                               | 1992                                               |
| Suharto                                            | Indonesia                                          | 1992                                               | 1995                                               |
| Ernesto Samper                                     | Colombia                                           | 1995                                               | 1998                                               |
| Andrés Pastrana Arango                             | Colombia                                           | 1998                                               | 1998                                               |
| Nelson Mandela                                     | Sudafrica                                          | 1998                                               | 1999                                               |
| Thabo Mbeki                                        | Sudafrica                                          | 1999                                               | 2003                                               |
| Mahathir Mohamad                                   | Malaysia                                           | 2003                                               | 2003                                               |
| Abdullah Ahmad Badawi                              | Malaysia                                           | 2003                                               | 2006                                               |
| Fidel Castro                                       | Cuba                                               | 2006                                               | 2008                                               |
| Raúl Castro                                        | Cuba                                               | 2008                                               | 2009                                               |
| Hosni Mubarak                                      | Egitto                                             | 2009                                               | 2011                                               |
| Moḥammed Ḥoseyn Ṭanṭāwī                            | Egitto                                             | 2011                                               | 2012                                               |
| Mohamed Morsi                                      | Egitto                                             | 2012                                               | 2012                                               |
| Mahmud Ahmadinejad                                 | Iran                                               | 2012                                               | 2013                                               |
| Hassan Rouhani                                     | Iran                                               | 2013                                               | 2016                                               |
| Nicolás Maduro                                     | Venezuela                                          | 2016                                               | 2019                                               |
| İlham Əliyev                                       | Azerbaigian                                        | 2019                                               | 2024                                               |
| Yoweri Museveni                                    | Uganda                                             | 2024                                               | in carica                                          |